# Святое семейство (Рембрандт)
«Святое семейство» (нидерл. De Heilige Familie met Engelen) — картина голландского художника Рембрандта, написанная в 1645 году. С 1772 года картина находится в собрании Государственного Эрмитажa в Санкт-Петербурге, до этого находилась у французского коллекционера Пьера Кроза.

## Описание и интерпретация
С начала XVI века Святое семейство — Дева Мария с младенцем Иисусом Христом и супругом Иосифом Обручником — стало популярной темой в западноевропейской живописи. Часто Иисус и его родители изображаются в хлеву в Вифлееме, или во время бегства в Египет, или во время Богоявления, или Принесения во храм.
Рембрандт выбирает другую сцену — сцену более или менее обычной семьи. На переднем плане в колыбели спит Иисус. Рядом с ним сидит его мать, которая, видимо, поглощенная чтением (Библии), ненадолго наклоняется к колыбели. На заднем плане виден святой Иосиф за работой в своей плотницкой мастерской. Иосиф занят изготовлением ярма. Это иго отсылает нас как к книге пророка Исаии (9.3), в которой возвещается приход Мессии, так и к Евангелию от Матфея (11.29-30), где Иисус сам говорит своим ученикам: «Возьмите иго Мое и идите и научитесь со Мною, потому что Я кроток и прост, и найдёте покой душам вашим. Ибо иго Мое кротко, и бремя Мое легко». Женщина отвлеклась от чтения: что-то в ребёнке привлекло её внимание. Она заботливо наклоняется к колыбели, но ничего не происходит. Ребёнок крепко спит, расслабленная рука лежит на простыне. Левая нога матери опирается на печь. Рядом с ней тлеет ещё один костер из горящих веток. Высоко над ним мы видим тускло светящийся край камина. Прервав чтение, Мария наклоняется к ребёнку и поднимает одежду, свисающую с капюшона, чтобы увидеть его без покрова и показать его нам. Её жест свидетельствует об откровении. В то время как колыбель находится на переднем плане, ребёнок почти скрыт от глаз. Он спрятан под покровом. Над его личиком лежит тень, которая имеет отношение к более глубокому фону композиции Рембрандта. Когда Павел сравнивает Новый завет со Старым, он прибегает к символике завесы. Сначала она покрывает лицо Моисея, затем сердца тех, кто слышит чтение Моисеева закона, а затем сердца всех, кому открывается Евангелие Христа, чтобы они не заметили «славы Господней». Но каждый раз, когда кто-то обращается, «завеса снимается». Другими словами, нужна вера, чтобы научиться видеть в этом обычном ребёнке Мессию.
Религиозная интерпретация этой картины (которая на первый взгляд может производить впечатление обычной бытовой сцены) отчасти подтверждается ангелами, которые появляются в левой верхней части картины. Самый главный из них, с распростёртыми руками, намекает на то, что это предвосхищение Распятия. Ангелы над колыбелью традиционно образуют мотив, связанный с темой рождения Христа.
В чертах лица Девы Марии можно увидеть сходство с Хендрикье Стоффелс.